# François Vaxelaire (1921-1990)
Pour les articles homonymes, voir Vaxelaire.
François, 2e baron Vaxelaire, né le 6 août 1921 à Saint-Josse-ten-Noode et mort le 5 novembre 1990 à Bioul, est un homme d'affaires belge. 

## Biographie
Il est le fils de Raymond, 1er baron Vaxelaire. Marié à Nadine Regout (descendante de Petrus Regout), il est le père de Roland Vaxelaire.
Il est vice-président de l'Exposition universelle de 1958 à Bruxelles.
Il prend en 1960 la direction des Grands magasins Bon Marché, fondés par son grand-père. Il orchestre la fusion en GB-Inno-BM et en devient président. Il développa la nouvelle entité et donna naissance au Groupe GIB, premier groupe belge de distribution, dont il assure la présidence. 
Le baron Vaxelaire organise un rapprochement entre son Bon Marché et Le Bon Marché de la rue de Sèvres à Paris, dont il a un temps envisagé de prendre le contrôle. Il siégea au conseil d'administration du Bon Marché de Paris, dont il détenait entre 15 et 25% environ des parts, avant de céder ses parts au groupe Agache-Willot en 1970.

Il était également administrateur entre autres d'Assubel, de la Banque Bruxelles Lambert et du Groupe Bruxelles Lambert.
Son neveu, le comte Diego du Monceau, lui succédera à la direction du Groupe GIB.

## Sources
1. ↑  (nl) Winkler Prins encyclopedisch jaarboek, Elsevier., 1991 (lire en ligne), p. 333
2. ↑  « La création du premier groupe belge de distribution» (30 juillet 1969, Le Monde)
3. ↑  « Agache - Willot - Bon Marché : une assemblée générale tranchera le 23 mars » (4 février 1870, Le Monde)
4. ↑  « La famille Vaxelaire cède au groupe Willot ses intérêts dans Le Bon Marché » (22 avril 1970, Le Monde)

- « Décès de François Vaxelaire : GIB Group perd son aimable patriarche » (6 novembre 1990, Le Soir)
- « Une grande figure de la distribution : Décès du baron Vaxelaire, président de GIB Group » (6 novembre 1990, L'Écho)
- Thomas Derdak, Adéle Hast, « International Directory of Company Histories, Volume 5 », St. James Press, 1992